# George Fenneman
George Fenneman (ur. 10 listopada 1919, zm. 29 maja 1997) – amerykański spiker radiowy i telewizyjny.

## Wyróżnienia
Posiada swoją gwiazdę na Hollywoodzkiej Alei Gwiazd.